# (41) Daphne
(41) Daphne – planetoida z grupy pasa głównego planetoid okrążająca Słońce w ciągu 4 lat i 219 dni w średniej odległości 2,77 au. Została odkryta 22 maja 1856 roku w Paryżu przez Hermanna Goldschmidta. Nazwa planetoidy pochodzi od Dafne, nimfy z mitologii greckiej.

## Naturalny satelita
31 marca 2008 roku zidentyfikowano naturalnego satelitę tej planetoidy, którego średnica wynosi poniżej 2 km. Obiega on planetoidę w odległości ok. 500 km w czasie ok. 1,6 dnia.